# Sportovec roku 1967

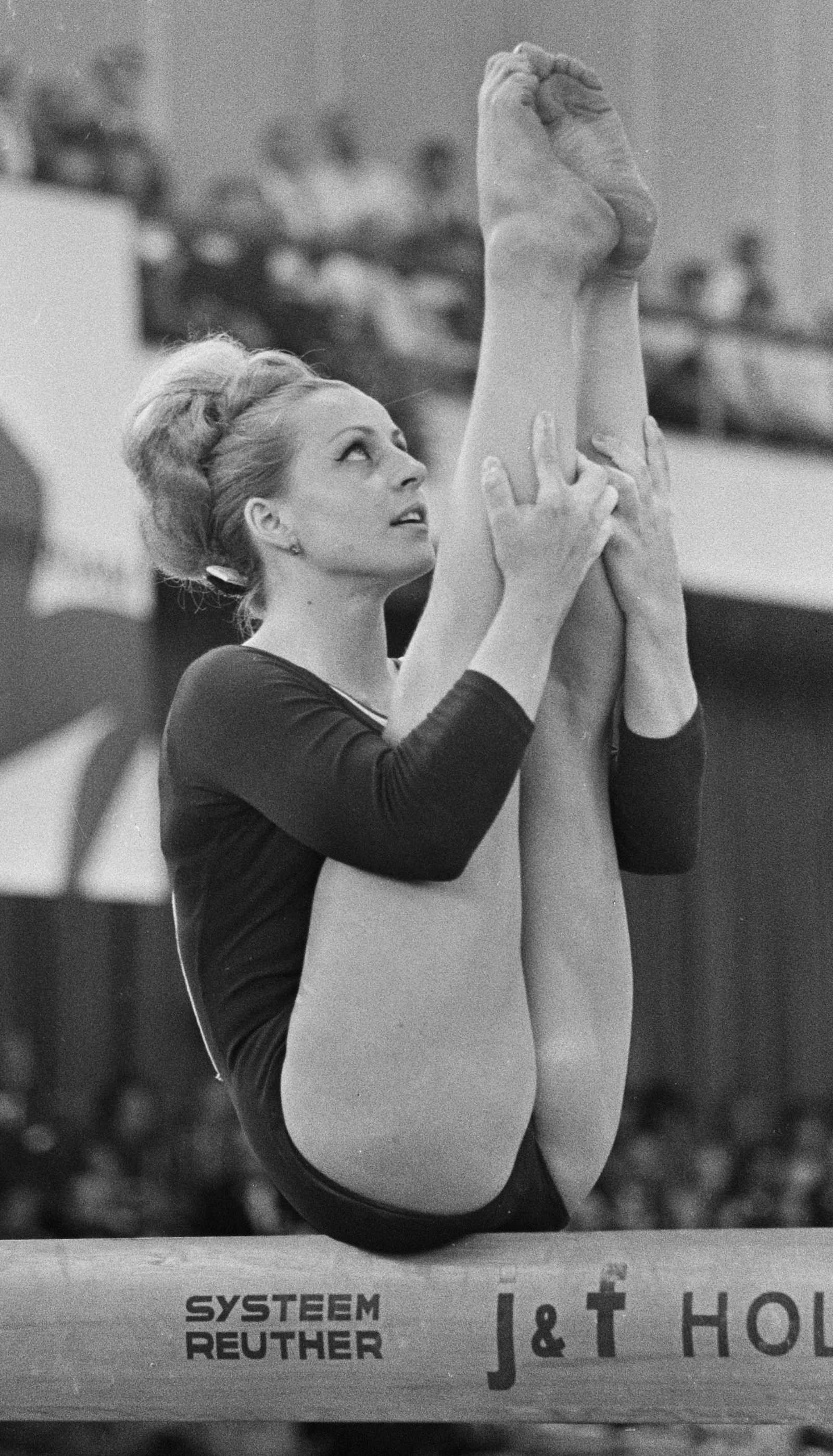
Věra Čáslavská

Sportovec roku 1967 byl devátý ročník ankety sportovních novinářů o nejlepšího sportovce Československa. Vítězem se stala sportovní gymnastka Věra Čáslavská, která se tak stala prvním sportovcem, jemuž se podařilo obhájit vítězství z minulého ročníku. Celkově to byl její třetí triumf v anketě. Rozhodujícím se stalo jejích pět zlatých medailí z mistrovství Evropy konaného toho roku v Amsterdamu. V družstvech zvítězila mužská házenkářská reprezentace, která roku 1967 vybojovala historické zlato na světovém šampionátu ve Švédsku.

## První desítka jednotlivci
1. Věra Čáslavská (sportovní gymnastika)
2. Jiří Daler (cyklistika)
3. Petr Sodomka (vodní slalom)
4. Hana Mašková (krasobruslení)
5. Bohumil Němeček (box)
6. Ludmila Polesná (vodní slalom)
7. Ján Geleta (fotbal)
8. Ludvík Daněk (atletika)
9. Marta Krajčovičová (sportovní gymnastika)
10. Jiří Raška (skoky na lyžích)

## První trojka družstva
1. házenkáři Československa
2. basketbalisté Československa
3. družstvo sportovních gymnastek Československa